# 電波法施行規則
電波法施行規則（でんぱほうしこうきそく、昭和25年11月30日電波監理委員会規則第14号）は、別に命令で規定せられるものの外、電波法の規定を施行するために必要とする事項および電波法の委任に基く事項に関する規則である。

## 構成
2025年（令和7年）6月25日現在
第1章 総則
第2章 無線局
　第1節 通則
　第2節 周波数割当計画の公開
　第2節の2 開設指針の制定の申出の手続
　第3節 安全施設
　第4節 船舶局、航空機局等の特則
　第4節の2 地球局、人工衛星局等の特則
　第4節の3 無線設備の技術基準の策定等の申出の手続
　第5節 無線従事者
　第6節 目的外通信等
　第7節 業務書類等
第3章 高周波利用設備
　第1節 通則
　第2節 総務大臣による型式の指定
　第3節 製造業者等による型式の確認
　第4節 安全施設
第4章 雑則
　第1節 電波天文業務等の受信設備の指定基準等
　第1節の2 審査請求及び訴訟
　第2節 無線方位測定装置の保護
　第2節の2 適正な運用の確保が必要な無線局
　第2節の2の2 指定無線設備等
　第2節の3 電波有効利用促進センター
　第2節の4 削除
　第2節の5 電波利用料の徴収等
　第2節の6 混信等の許容の申出
　第3節 権限の委任
　第4節 提出書類
附則

## 概要
用語説明
「電波有効利用促進センター」とは、無線局の開設に際し既設局との混信の状況等必要な事項lこついて照会及び相談等に応じて電波の利用者の利便の向上と周波数の有効利用の促進を図るための業務を行うもので一般社団法人又は一般財団法人が指定される。
- 平成7年郵政省告示第337号により電波産業会が指定されている。

## 沿革
1950年（昭和25年）
6月に、昭和25年電波監理委員会規則第3号として制定、当初の構成は次のとおり。
第1章 総則
第2章 無線局
　第1節 通則
　第2節 周波数の公開
　第3節 安全施設
　第4節 船舶局の特則
　第5節 無線従事者
　第6節 目的外通信等
　第7節 業務書類等
第3章 高周波利用設備
　第1節 通則
　第2節 安全施設
第4章 雑則
　第1節 無線方位測定装置の保護
　第2節 書類の提出
第5章 経過規定
附則
周波数の表示法が規定された。
11月に、昭和25年電波監理委員会規則第14号として全部改正
- 簡易無線の周波数、特殊無線技士の種別および操作範囲が規定された。

1952年（昭和27年）- 電波監理委員会は廃止され郵政省に統合
- 郵政省設置法の一部改正に伴う関係法令の整理に関する法律[2]による電波法改正附則第3項および郵政省設置法の一部を改正する法律及び郵政省設置法の一部改正に伴う関係法令の整理に関する法律の施行に伴う関係省令の整理に関する省令[3]第2条により郵政省令となる。

1958年（昭和33年）- 昭和33年郵政省令第33号による一部改正
- 特殊無線技士の種別および操作範囲は削除され、無線従事者操作範囲令に規定された。

1961年（昭和36年）- 昭和36年郵政省令第12号による一部改正
- 電波の型式の表示、空中線電力の表示法が規定された。

1970年（昭和45年）- 昭和45年郵政省令第29号による一部改正
- 一部の移動する無線局は無線局免許証票を備え付けるものとされた。
  - 以後、義務付けられた無線局は増えていった。

1971年（昭和46年）- 昭和46年郵政省令第9号による一部改正
- 郵政大臣の権限の地方電波監理局長への委任事項が規定された。

1972年（昭和47年）- 昭和47年郵政省令第13号による一部改正
- 高周波利用設備に対する型式指定制度が規定された。
  - 高周波利用設備許可状の取得を要さない高周波利用設備が規定され、普及・利用を促進することとなった。最初に指定されたのは電子レンジだった。

1983年（昭和58年）
- 昭和57年郵政省令第61号による一部改正の施行
  - 1月より、市民ラジオが免許を要しない無線局になった。
- 昭和58年郵政省令第9号による一部改正
  - 電波の型式の表示が改正された。但しアマチュア局に対しては、適用されなかった[4]。

1985年（昭和60年）- 昭和60年郵政省令第81号による一部改正
- 高周波利用設備に対して型式確認制度も規定され、電子レンジや電磁調理器はより簡易なこの制度の対象となった。

1986年（昭和61年）- 昭和61年郵政省令第24号による一部改正
- 発射する電波が著しく微弱な無線局の規定が改正された。
  - 従前の機器は経過措置により改正の公布日から10年間使用が許容された[5]。

1987年（昭和62年）- 昭和62年郵政省令第48号による一部改正
- 免許を要しない無線局の一種としてコードレス電話が規定された。
  - 小電力無線局が制度化された。
  - 呼出符号または呼出名称を指定されることが必要とされ、技術基準適合証明または技術基準適合認定とは別のマークを表示するものとされた。

1994年（平成6年）- 平成6年郵政省令第34号による一部改正
- 簡易無線の周波数は告示によるものとされた。

1995年（平成7年）- 平成7年郵政省令第27号による一部改正
- 呼出符号または呼出名称のマークは、技術基準適合証明および技術基準適合認定のマークと統合され技適マークに一本化された。

2001年（平成13年）- 中央省庁再編で郵政省は廃止され総務省を設置
- 中央省庁等改革関係法施行法[6]第193条により電波法本則にある郵政省令は総務省令とされ、同法第1304条第1項および中央省庁等改革のための郵政省関係省令の整備に関する省令[7]第14条により総務省令となる。
- 高周波利用設備の、郵政大臣による型式の指定が、総務大臣による型式の指定と改められることとなった。

2004年（平成16年）- 平成15年総務省令第107号による一部改正の施行
- 1月よりアマチュア局に関する電波の型式の表示が改められた。

2005年（平成17年）- 平成17年総務省令第82号による一部改正
- 登録局の制度が規定された。

2013年（平成25年）- 平成24年総務省令第56号および平成25年総務省令第19号による一部改正
- 4月より無線従事者の免許申請は、国家試験の受験地または養成課程もしくは認定講習課程の受講地を管轄する総合通信局（沖縄総合通信事務所を含む。以下、同じ。）以外に申請者の住所を管轄する総合通信局にも提出できることとなった。
  - 無線従事者規則改正により、養成課程と認定講習課程にeラーニングが認められ、受講地を管轄するとの規定が実情にあわなくなったことによる。

2018年（平成30年）
- 平成30年総務省令第4号による一部改正
  - 2月末に無線局免許証票と無線局免許状掲示義務の一部が廃止された。
- 平成30年総務省令第51号による一部改正
  - 航空機局等の免許人が、無線局の保守の実施状況や不具合状況を毎年報告を行うことにより、定期検査の周期を最大5年とすることができる無線設備等保守規程が制度化された。